# Décès en mars 2018
Décès
- 2014
- 2015
- 2016
- 2017
- 2018
- 2019
- 2020
- 2021
- 2022

Pour une information complémentaire, voir la page d'aide.

| Date     | Nom                                 | Activités                                                                              | Âge      | Source |
| -------- | ----------------------------------- | -------------------------------------------------------------------------------------- | -------- | ------ |
| 1er mars | Joan Canals                         | Joueur de basket-ball espagnol.                                                        | 89       | (es)   |
| 1er mars | Jean-Guy Hamelin                    | Évêque catholique canadien, évêque de Rouyn-Noranda de 1973 à 2001.                    | 92       |        |
| 1er mars | Anatoli Lein                        | Maître d'échecs soviétique puis américain.                                             | 86       | (en)   |
| 1er mars | Angelico Surchamp                   | Moine bénédictin, musicologue et éditeur français.                                     | 93       |        |
| 1er mars | Luigi Taveri                        | Pilote de vitesse moto suisse.                                                         | 88       |        |
| 2 mars   | Gillo Dorfles                       | Critique d'art, peintre et philosophe italien.                                         | 107      |        |
| 2 mars   | Alain Souchère                      | Acteur, metteur en scène et professeur français.                                       | 86       | (fr)   |
| 2 mars   | Ota Filip                           | Écrivain tchèque.                                                                      | 87       |        |
| 2 mars   | Jesús López Cobos                   | Chef d'orchestre espagnol.                                                             | 78       | (es)   |
| 2 mars   | Marcel Philippot                    | Comédien français.                                                                     | 64       |        |
| 2 mars   | Carlo Ripa di Meana                 | Homme politique et environnementaliste italien.                                        | 88       | (it)   |
| 3 mars   | Roger Bannister                     | Athlète britannique.                                                                   | 88       | (en)   |
| 3 mars   | Jacqueline Desmarais                | Multi-milliardaire et mécène canadienne.                                               | 89       |        |
| 3 mars   | Jean Dujardin                       | Prêtre catholique, théologien et historien français.                                   | 82       |        |
| 3 mars   | Jacques Gernet                      | Sinologue français.                                                                    | 96       |        |
| 3 mars   | Saabit Hadžić                       | Basketteur yougoslave (bosnien), médaillé de bronze aux Jeux olympiques d'été de 1984. | 60       | (cr)   |
| 3 mars   | Ivone Ramos                         | Auteure de littérature d'enfance et de jeunesse capverdienne.                          | 91       | (pt)   |
| 3 mars   | Robert Scheerer                     | Réalisateur, producteur de cinéma et acteur américain.                                 | 89       | (en)   |
| 3 mars   | David Ogden Stiers                  | Acteur américain.                                                                      | 75       | (en)   |
| 3 mars   | Yvon Taillandier                    | Peintre, sculpteur et écrivain français.                                               | 91       |        |
| 3 mars   | Daniel Walther                      | Journaliste et écrivain français.                                                      | 77       |        |
| 4 mars   | Davide Astori                       | Footballeur italien.                                                                   | 31       |        |
| 5 mars   | Robert Assaraf                      | Historien et écrivain marocain.                                                        | 81       |        |
| 5 mars   | Derek Bickerton                     | Linguiste, professeur d'université et écrivain américain.                              | 91       | (en)   |
| 5 mars   | Kjerstin Dellert                    | Soprano suédoise.                                                                      | 92       | (sv)   |
| 5 mars   | Staf Knop                           | Écrivain et acteur belge.                                                              | 96       | (nl)   |
| 5 mars   | André S. Labarthe                   | Réalisateur français.                                                                  | 86       |        |
| 5 mars   | Hayden White                        | Historien de la critique littéraire américain.                                         | 75       | (en)   |
| 6 mars   | Paul Bùi Van Ðoc                    | Évêque catholique vietnamien.                                                          | 73       | (it)   |
| 6 mars   | Donna Butterworth                   | Actrice et artiste américaine.                                                         | 62       | (en)   |
| 6 mars   | Peter Freund                        | Physicien roumain puis américain.                                                      | 81       | (en)   |
| 6 mars   | Peter Nicholls                      | Lexicographe et auteur australien.                                                     | 78       | (en)   |
| 6 mars   | Francis Piasecki                    | Footballeur français.                                                                  | 66       |        |
| 6 mars   | John Sulston                        | Biologiste britannique.                                                                | 75       | (en)   |
| 7 mars   | Reynaldo Bignone                    | Militaire et homme politique argentin, dictateur (1982-1983).                          | 90       | (es)   |
| 7 mars   | Jacques Clemens                     | Prêtre catholique néerlandais.                                                         | 108      |        |
| 7 mars   | Charles Thone                       | Homme politique américain.                                                             | 94       | (en)   |
| 8 mars   | Wilson Harris                       | Écrivain, essayiste et poète guyanien.                                                 | 96       | (en)   |
| 8 mars   | Milko Kelemen                       | Compositeur croate.                                                                    | 93       | (hr)   |
| 8 mars   | Peter Temple                        | Auteur de romans policiers australien.                                                 | 71       |        |
| 8 mars   | Albin Vidović                       | Handballeur yougoslave, champion aux Jeux olympiques d'été de 1972.                    | 75       | (hr)   |
| 8 mars   | Togo West                           | Homme politique américain.                                                             | 75       | (en)   |
| 8 mars   | Kate Wilhelm                        | Écrivaine américaine.                                                                  | 89       | (en)   |
| 9 mars   | Gérald Gorridge                     | Auteur de bande dessinée français.                                                     | 60       |        |
| 9 mars   | Oskar Gröning                       | Comptable du camp de concentration d'Auschwitz.                                        | 96       |        |
| 9 mars   | Jung Jae-sung                       | Joueur de badminton sud-coréen, médaillé de bronze aux Jeux olympiques d'été de 2012.  | 35       | (en)   |
| 9 mars   | Jacques Nys                         | Athlète français.                                                                      | 74       |        |
| 9 mars   | John Roe                            | Mathématicien britannique.                                                             | 58       |        |
| 9 mars   | Ion Voinescu                        | Footballeur roumain.                                                                   | 88       | (ro)   |
| 10 mars  | Christine Bernardi                  | Mathématicienne française.                                                             | 62       |        |
| 10 mars  | Michael Gershman                    | Directeur de la photographie et réalisateur américain.                                 | 73       | (en)   |
| 10 mars  | Ken Houston                         | Joueur canadien de hockey sur glace.                                                   | 64       | (en)   |
| 10 mars  | Saba Mahmood                        | Professeure d'anthropologie américaine.                                                | 57       | (en)   |
| 10 mars  | Michel Raynaud                      | Mathématicien français.                                                                | 79       |        |
| 10 mars  | André Touret                        | Historien français.                                                                    | 88       |        |
| 10 mars  | Ralf Waldmann                       | Pilote de vitesse moto allemand.                                                       | 51       | (de)   |
| 10 mars  | Hubert de Givenchy                  | Grand couturier français.                                                              | 91       |        |
| 11 mars  | Alba Arnova                         | Ballerine et actrice italienne.                                                        | 87       | (it)   |
| 11 mars  | Mina Başaran                        | Femme d'affaires turque.                                                               | 28       |        |
| 11 mars  | Jean Damascène Bimenyimana          | Évêque rwandais.                                                                       | 64       | (en)   |
| 11 mars  | Ken Dodd                            | Humoriste et stand-up britannique.                                                     | 90       | (en)   |
| 11 mars  | Karl Lehmann                        | Cardinal allemand.                                                                     | 81       | (en)   |
| 11 mars  | Siegfried Rauch                     | Acteur allemand.                                                                       | 85       | (de)   |
| 11 mars  | Mary Rosenblum                      | Écrivain de science-fiction américain.                                                 | 65       | (en)   |
| 12 mars  | Olga Sokolow                        | actrice française                                                                      | 38       |        |
| 12 mars  | Ken Flach                           | Joueur américain de tennis, champion aux Jeux olympiques d'été de 1988.                | 54       |        |
| 12 mars  | Jean-Paul Fuchs                     | Homme politique français.                                                              | 92       |        |
| 12 mars  | Craig Mack                          | Rappeur américain.                                                                     | 47       | (en)   |
| 12 mars  | Rudolf Mang                         | Haltérophile allemand, médaillé d'argent aux Jeux olympiques d'été de 1972.            | 67       | (de)   |
| 12 mars  | Bernard Morin                       | Mathématicien français.                                                                | 87       |        |
| 12 mars  | Jean Pommier                        | Comédien français.                                                                     | 95       |        |
| 12 mars  | Nikki Sievwright                    | Mannequin et soldat britannique.                                                       | 75       | (en)   |
| 12 mars  | Oleg Tabakov                        | Metteur en scène et acteur soviétique puis russe.                                      | 82       |        |
| 12 mars  | Olly Wilson                         | Compositeur, pianiste, contrebassiste et musicologue américain.                        | 80       | (en)   |
| 13 mars  | Thomas Berry Brazelton              | Pédiatre américain.                                                                    | 99       | (en)   |
| 13 mars  | Bebeto de Freitas                   | Dirigeant sportif brésilien.                                                           | 68       | (en)   |
| 13 mars  | Leonid Kvinikhidze                  | Metteur en scène et scénariste soviétique puis russe.                                  | 80       | (ru)   |
| 13 mars  | Jens Nilsson                        | Homme politique suédois.                                                               | 69       | (en)   |
| 13 mars  | John Parks                          | Basketteur américain.                                                                  | 90       | (en)   |
| 13 mars  | Nora Schimming-Chase                | Diplomate et femme politique namibienne.                                               | 77       | (en)   |
| 13 mars  | Henry Williams                      | Joueur américain de basket-ball.                                                       | 47       | (en)   |
| 14 mars  | Alfred W. Crosby                    | Historien américain.                                                                   | 87       | (en)   |
| 14 mars  | Marielle Franco                     | Femme politique, féministe, sociologue et militante des droits de l'homme brésilienne. | 38       |        |
| 14 mars  | Rubén Galván                        | Footballeur argentin.                                                                  | 65       | (ar)   |
| 14 mars  | Stephen Hawking                     | Physicien théoricien et cosmologiste britannique.                                      | 76       |        |
| 14 mars  | Adrian Lamo                         | Hacker américain.                                                                      | 37       | (en)   |
| 14 mars  | Emily Nasrallah                     | Écrivaine libanaise.                                                                   | 86       |        |
| 14 mars  | Liam O'Flynn                        | Musicien traditionnel irlandais.                                                       | 72       | (en)   |
| 14 mars  | Lucien Vochel                       | Haut fonctionnaire français.                                                           | 98       |        |
| 14 mars  | David S. Wyman                      | Historien américain.                                                                   | 89       | (en)   |
| 15 mars  | Tom Benson                          | Homme d'affaires américain.                                                            | 90       |        |
| 15 mars  | Erwin C. Dietrich                   | Scénariste, producteur et réalisateur suisse.                                          | 87       | (zh)   |
| 15 mars  | Larry Kwong                         | Joueur canadien de hockey sur glace.                                                   | 94       | (en)   |
| 15 mars  | Mohamed Sayah                       | Homme politique tunisien.                                                              | 84       |        |
| 16 mars  | Fernand Colleye                     | Journaliste belge de télévision.                                                       | 91       |        |
| 16 mars  | Guy Cury                            | Athlète français.                                                                      | 87       |        |
| 16 mars  | Louise Slaughter                    | Femme politique américaine.                                                            | 88       | (en)   |
| 17 mars  | Geneviève Fontanel                  | Actrice française.                                                                     | 81       |        |
| 17 mars  | Barkat Gourad Hamadou               | Homme politique djiboutien.                                                            | 88       |        |
| 17 mars  | Mike MacDonald                      | Acteur et scénariste canadien.                                                         | 63       | (en)   |
| 17 mars  | Zdeněk Mahler                       | Musicologue, journaliste, écrivain et scénariste tchèque.                              | 89       | (cs)   |
| 17 mars  | Greg Polis                          | Hockeyeur sur glace canadien.                                                          | 67       | (en)   |
| 17 mars  | Phan Văn Khải                       | Homme politique vietnamien.                                                            | 84       | (en)   |
| 18 mars  | Michel Adama-Tamboux                | Homme politique centrafricain.                                                         | 89       |        |
| 18 mars  | Yann Arnaud                         | Acrobate français.                                                                     | 38       |        |
| 18 mars  | Jean-Baptiste Natama                | Homme politique burkinabè.                                                             | 53       |        |
| 19 mars  | Irina Beglyakova                    | Athlète soviétique puis russe, médaillée d'argent aux Jeux olympiques d'été de 1956.   | 85       | (ru)   |
| 19 mars  | David Bischoff                      | Écrivain américain.                                                                    | 66       | (en)   |
| 19 mars  | Irwin Hoffman                       | Chef d'orchestre américain.                                                            | 93       | (en)   |
| 19 mars  | Jürg Laederach                      | Écrivain et traducteur suisse.                                                         | 72       | (zh)   |
| 19 mars  | Jean-Michel Larrasquet              | Ingénieur et professeur d'université français.                                         | 67       | (eu)   |
| 19 mars  | Keith O'Brien                       | Cardinal britannique.                                                                  | 80       | (en)   |
| 19 mars  | Moishe Postone                      | Professeur d'université canadien.                                                      | 75       | (en)   |
| 19 mars  | Kedarnath Singh                     | Poète, critique et écrivain indien.                                                    | 83       | (en)   |
| 20 mars  | Kak Channthy                        | Chanteuse cambodgienne.                                                                | 38       |        |
| 20 mars  | Iouri Chatalov                      | Hockeyeur sur glace soviétique puis russe.                                             | 72       | (ru)   |
| 20 mars  | C. K. Mann                          | Musicien et producteur ghanéen.                                                        | 81 ou 82 | (en)   |
| 20 mars  | Dylan Mika                          | Joueur néo-zélandais de rugby à XV.                                                    | 45       | (en)   |
| 20 mars  | Peter George Peterson               | Homme politique américain.                                                             | 91       | (en)   |
| 20 mars  | William Smith                       | Lutteur américain, champion aux Jeux olympiques d'été de 1952.                         | 89       | (en)   |
| 21 mars  | Willy Cortois                       | Homme politique belge                                                                  | 77       | (nl)   |
| 21 mars  | Roger Mindonnet                     | Footballeur français.                                                                  | 93       |        |
| 22 mars  | Dick Gamble                         | Joueur canadien de hockey sur glace.                                                   | 89       | (en)   |
| 22 mars  | René Houseman                       | Joueur de football argentin.                                                           | 64       |        |
| 22 mars  | Morgana King                        | Actrice américaine.                                                                    | 87       | (en)   |
| 22 mars  | Daryush Shayegan                    | Philosophe et écrivain iranien.                                                        | 83       | (en)   |
| 22 mars  | Johan van Hulst                     | Homme politique et un Juste parmi les nations néerlandais.                             | 107      | (en)   |
| 23 mars  | Anne Ancelin Schützenberger         | Psychologue française.                                                                 | 98       |        |
| 23 mars  | Debbie Lee Carrington               | Actrice américaine.                                                                    | 58       | (en)   |
| 23 mars  | Philip Kerr                         | Écrivain britannique.                                                                  | 62       | (en)   |
| 23 mars  | Zell Miller                         | Homme politique américain.                                                             | 86       | (en)   |
| 23 mars  | Alberto Ongaro                      | Écrivain, journaliste et scénariste italien.                                           | 92       | (it)   |
| 23 mars  | Ephraim Stern                       | Archéologue israélien.                                                                 | 84       | (he)   |
| 23 mars  | John Welchli                        | Rameur américain, médaillé d'argent aux Jeux olympiques d'été de 1956.                 | 89       | (en)   |
| 24 mars  | José Antonio Abreu                  | Pianiste, éducateur et économiste vénézuélien.                                         | 78       | (en)   |
| 24 mars  | Lys Assia                           | Chanteuse suisse.                                                                      | 94       |        |
| 24 mars  | Rim Banna                           | Chanteuse et compositrice palestinienne.                                               | 51       |        |
| 24 mars  | Arnaud Beltrame                     | Gendarme français.                                                                     | 44       |        |
| 24 mars  | Nicolas d'Andoque                   | Mécène français.                                                                       | 87       |        |
| 24 mars  | Hidetoshi Nagasawa                  | Peintre, sculpteur et architecte japonais.                                             | 77       | (it)   |
| 24 mars  | Marco Solfrini                      | Basketteur italien, médaillé d'argent aux Jeux olympiques d'été de 1980.               | 60       | (it)   |
| 25 mars  | Yves Boiret                         | Architecte français.                                                                   | 91       |        |
| 25 mars  | André Bourbeau                      | Notaire et homme politique canadien.                                                   | 81       |        |
| 25 mars  | Jules Aristide Bourdes-Ogouliguende | Homme politique gabonais.                                                              | 80       |        |
| 26 mars  | Mamadou Diop                        | Homme politique sénégalais.                                                            | 81       |        |
| 26 mars  | Fabrizio Frizzi                     | Animateur de télévision italien.                                                       | 60       |        |
| 27 mars  | Stéphane Audran                     | Actrice française.                                                                     | 85       |        |
| 27 mars  | Bobby Ferguson                      | Footballeur anglais.                                                                   | 80       | (en)   |
| 27 mars  | Luc Jalabert                        | Rejoneador français.                                                                   | 66       |        |
| 27 mars  | Keith Murdoch                       | Joueur de rugby à XV néo-zélandais.                                                    | 74       | (en)   |
| 27 mars  | Clément Rosset                      | Philosophe français.                                                                   | 78       |        |
| 28 mars  | Jean-Pierre Kernoa                  | Parolier français.                                                                     | 79       |        |
| 28 mars  | Peter Munk                          | Ingénieur canadien.                                                                    | 90       | (en)   |
| 28 mars  | Clarence Pettersen                  | Homme politique canadien.                                                              | 65       | (en)   |
| 28 mars  | Lívia Rév                           | Pianiste hongroise.                                                                    | 101      |        |
| 28 mars  | Eugène Van Roosbroeck               | Coureur cycliste belge, champion aux Jeux olympiques d'été de 1948.                    | 89       |        |
| 29 mars  | Emiliano Mondonico                  | Entraîneur italien de football.                                                        | 71       |        |
| 29 mars  | Anita Shreve                        | Écrivaine et scénariste américaine.                                                    | 71       | (en)   |
| 29 mars  | Sven-Olov Sjödelius                 | Kayakiste suédois, double champion olympique (1960, 1964).                             | 84       | (sv)   |
| 29 mars  | Rusty Staub                         | Joueur américain de baseball.                                                          | 73       |        |
| 29 mars  | Corrado dal Fabbro                  | Bobeur italien, médaillé d'argent aux Jeux olympiques d'hiver de 1972.                 | 72       | (it)   |
| 30 mars  | Alias                               | Rappeur américain.                                                                     | 41       | (en)   |
| 30 mars  | Aureliano Bolognesi                 | Boxeur italien, champion aux Jeux olympiques d'été de 1952.                            | 87       | (it)   |
| 30 mars  | Anna Chennault                      | Femme politique américaine.                                                            | 94       | (en)   |
| 30 mars  | Pierre Colnard                      | Athlète français.                                                                      | 89       |        |
| 30 mars  | André Duval                         | Écrivain et historien canadien.                                                        | 97       |        |
| 30 mars  | Josie Farrington                    | Femme politique britannique                                                            | 77       | (en)   |
| 30 mars  | Ivor Guest                          | Historien de la danse britannique.                                                     | 97       | (en)   |
| 30 mars  | Sabahudin Kurt                      | Chanteur yougoslave puis bosnien.                                                      | 82       | (en)   |
| 30 mars  | André Bo-Boliko Lokonga             | Homme politique congolais.                                                             | 83       |        |
| 30 mars  | Christophe Salengro                 | Acteur français.                                                                       | 64       |        |
| 30 mars  | Jean-Guy Trépanier                  | Notaire et homme politique canadien.                                                   | 86       |        |
| 31 mars  | Frank Aendenboom                    | Acteur belge.                                                                          | 76       |        |
| 31 mars  | Pierre Blois                        | Gymnaste français.                                                                     | 90       |        |
| 31 mars  | Philippe Boucher                    | Journaliste français.                                                                  | 76       |        |
| 31 mars  | Luigi De Filippo                    | Acteur italien.                                                                        | 87       | (it)   |
| 31 mars  | Charles Goodwin                     | Linguiste américain.                                                                   | 74       | (en)   |
| 31 mars  | Hiroshi Okazaki                     | Homme politique japonais.                                                              | 86       | (ja)   |